# 神野寺 (香川県まんのう町)
神野寺（かんのじ）は香川県仲多度郡まんのう町に所在する真言宗善通寺派の寺院。山号は五穀山。本尊は薬師如来坐像。四国別格二十霊場十七番札所。
- 本尊真言：おん ころころ せんだりまとうぎ そわか
- 御詠歌：ちまちだに いまもそそぎて のりのしの 恵みあふるる 満濃（まの）の大池

## 歴史
伝承によれば、平安時代前期の821年（弘仁12年）に空海（弘法大師）が嵯峨天皇の勅命により満濃池の修復を行ったさい、池の守護として建立したという。なお、空海が護摩法を修したと言われている満濃池の中にある場所は護摩壇岩と呼ばれていて、三か月で修復したと言われる。
中世に入ると、寺は当地の豪族であった矢原氏の保護を受けて隆盛するが1581年（天正9年）、戦国大名の長宗我部元親が矢原氏を攻めた際の兵火に遭って全焼し（1581年（天正9年）には既に香川氏は長曾我部の配下にあり、長曾我部が改めて当寺を焼く理由が不明なため真偽は定かではない。この土地はその前の三好と香川・毛利連合軍の戦いの場にも近く、一概に長曾我部が焼いたとは言えない）、長い間廃寺となっていた。なお、当時の本尊であった聖観音立像は近隣の恵光寺に運び出されて祀られたという。
1932年（昭和7年）上里法照を中心に満濃大師会が結成された。空海入定1,100年祭の事業として満濃大師会により神野寺の復興が計画され、1934年（昭和9年）に伽藍が完成した。のち、1955年（昭和30年）に満濃池堤防第3次かさ上げ工事が行われることとなり、本堂が現在地に移築された。
毎年、神野神社での「初閘抜き式典」後、当寺にて豊水祈願の護摩が焚かれ制水弁が開かれる。2019年（令和元年）10月16日に満濃池が国の名勝に指定される。

## 境内
- 本堂：本尊の薬師如来坐像は秘仏。本尊の厨子の向かって左に大師像はいる。
- 満濃大師像：弘法大師像で像高3.3 m。香川県出身の彫刻家・小倉右一郎の作、神野寺復興事業の一環として1933年（昭和8年）完成。
- 「天皇陛下行幸之所の碑」：境内上壇の大師像の背後にあり、1950年（昭和25年）3月15日に来訪したという。
- 八大龍王（祠）
- 満濃池ミニ八十八ヶ所：本堂の向かって左背後から始まり、道路を越えたとこから右の山に入っていくと、約15分ほどで行ける。

満濃池の北西岸の堤の向かって右に位置する。石柱門を通過して参道を歩くと正面に本堂がある。本堂向かって左手前の階段を上がった境内上壇に弘法大師銅像が立ち満濃池を望んでいる。納経所は本堂の正面入り口の左側である。

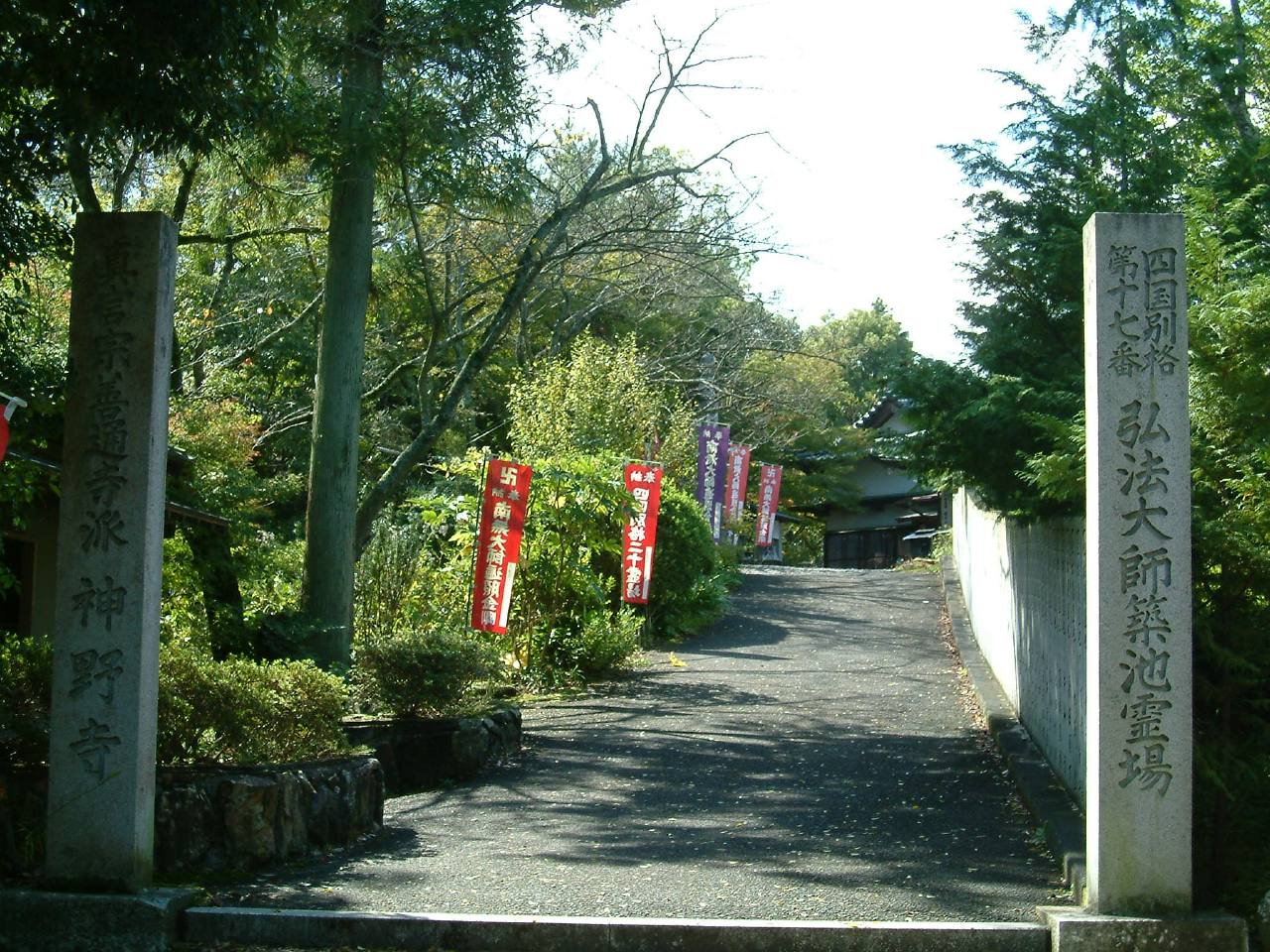
入口
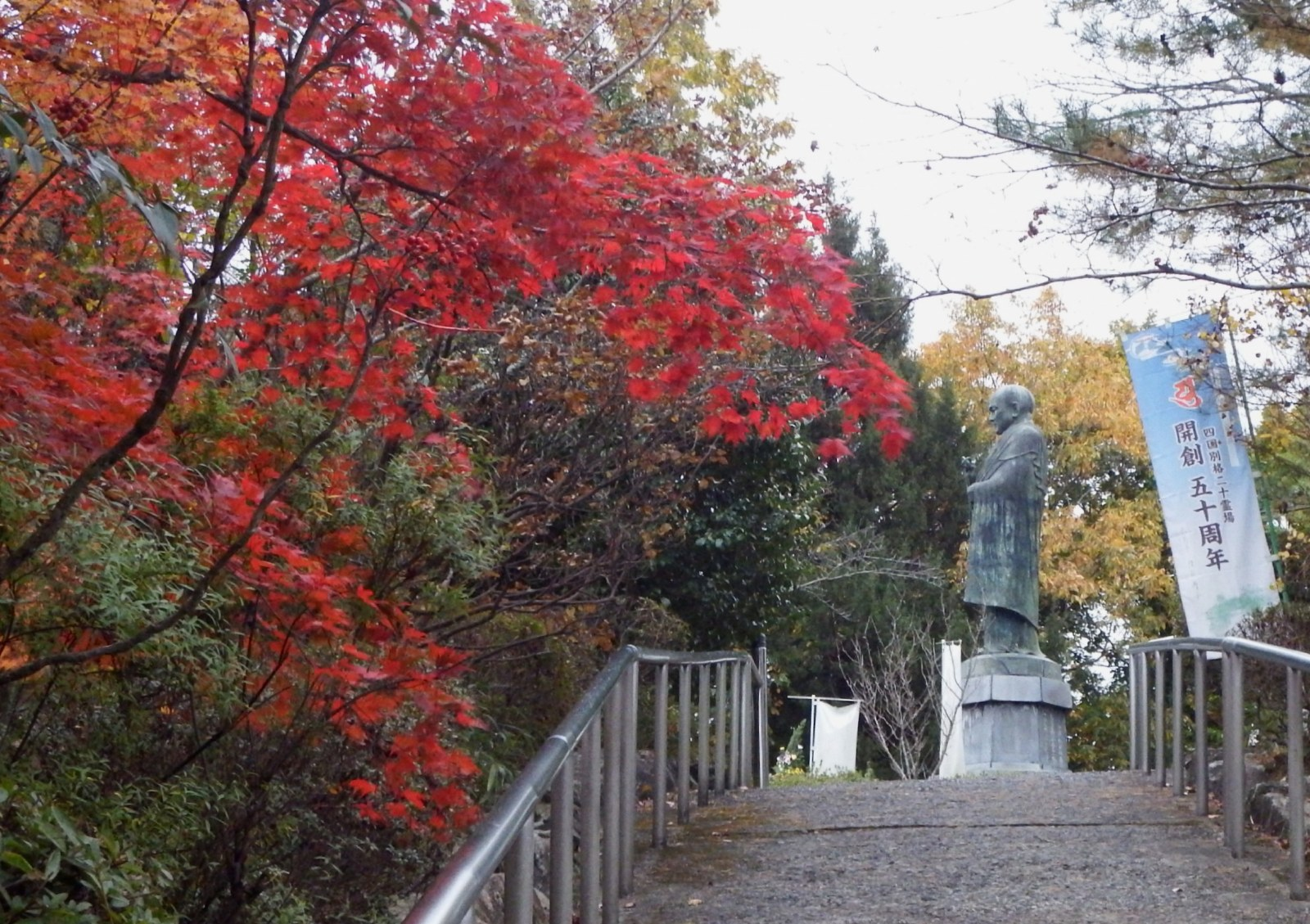
大師への道
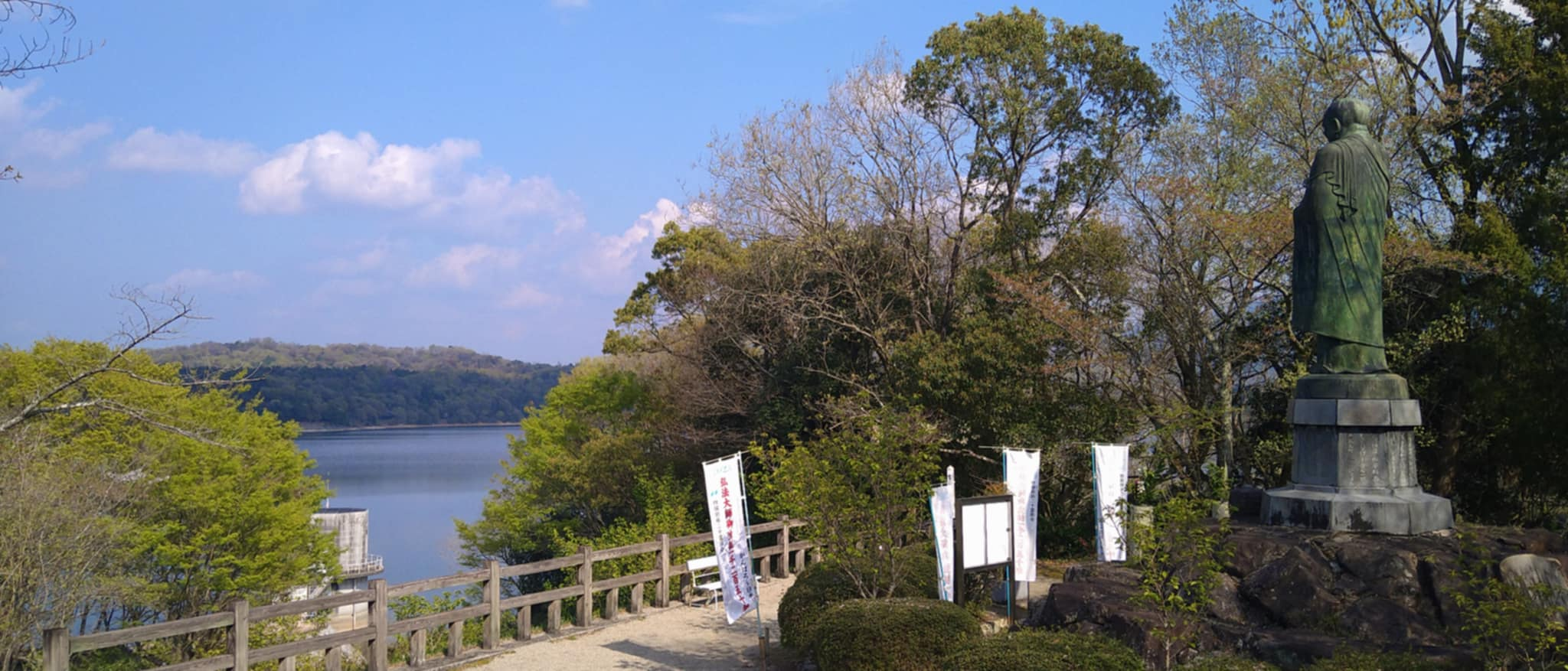
大師像と満濃池
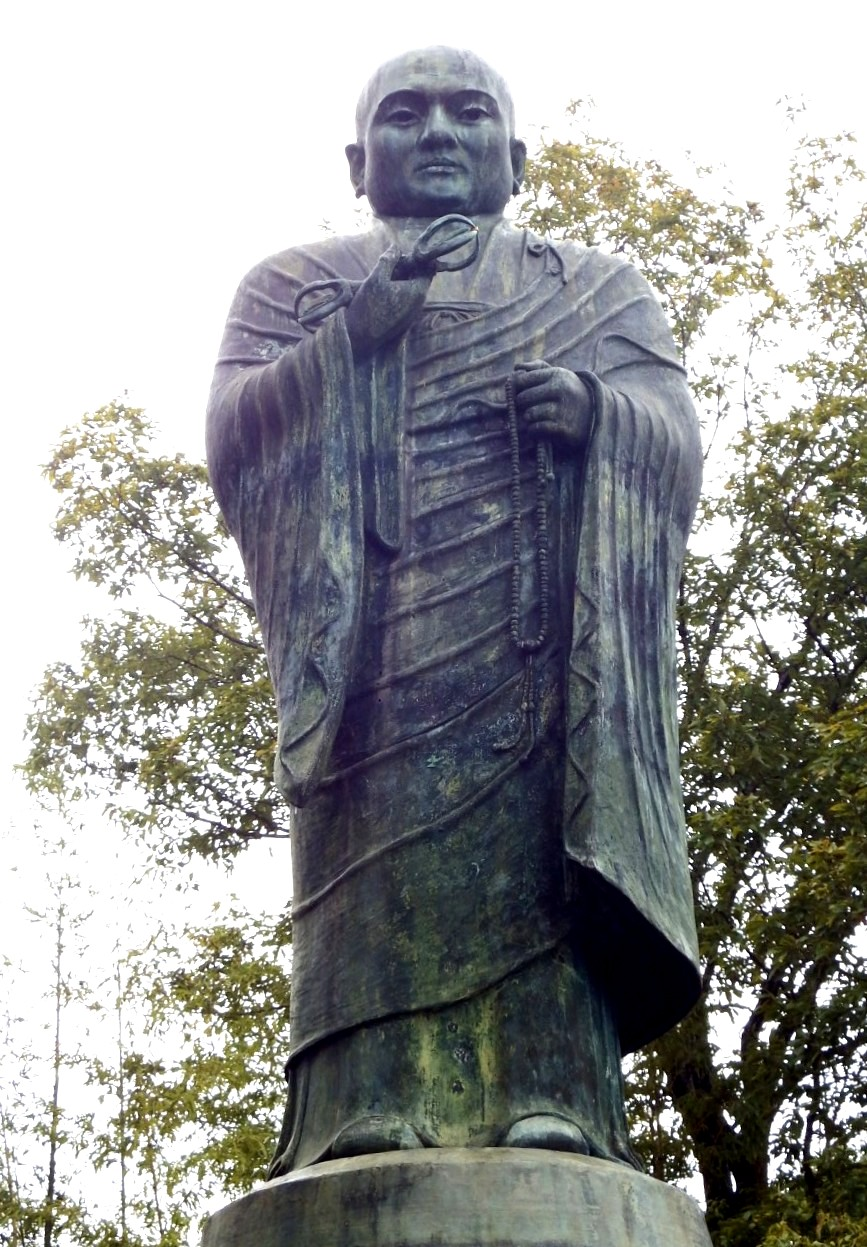
満濃大師像
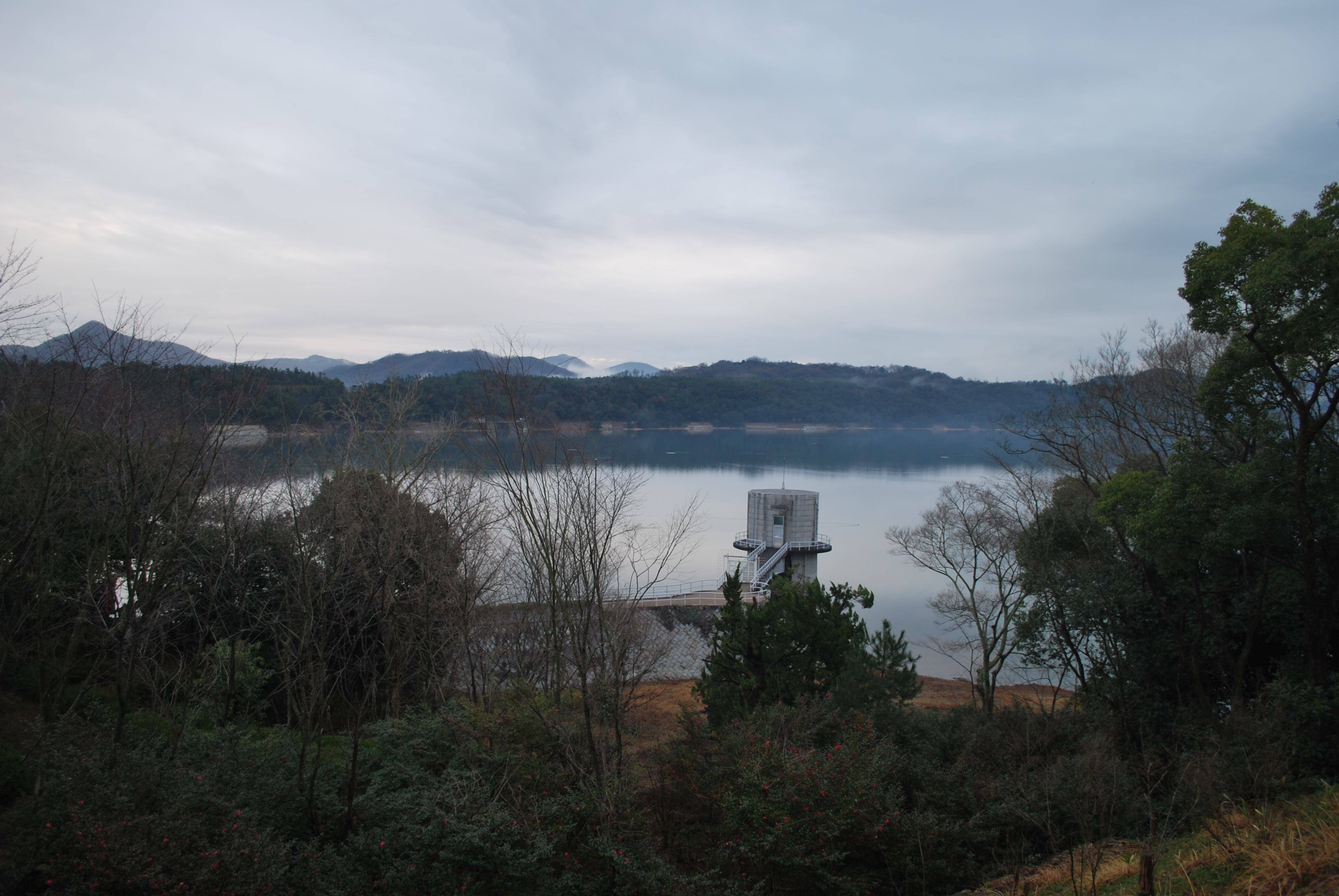
境内上壇より
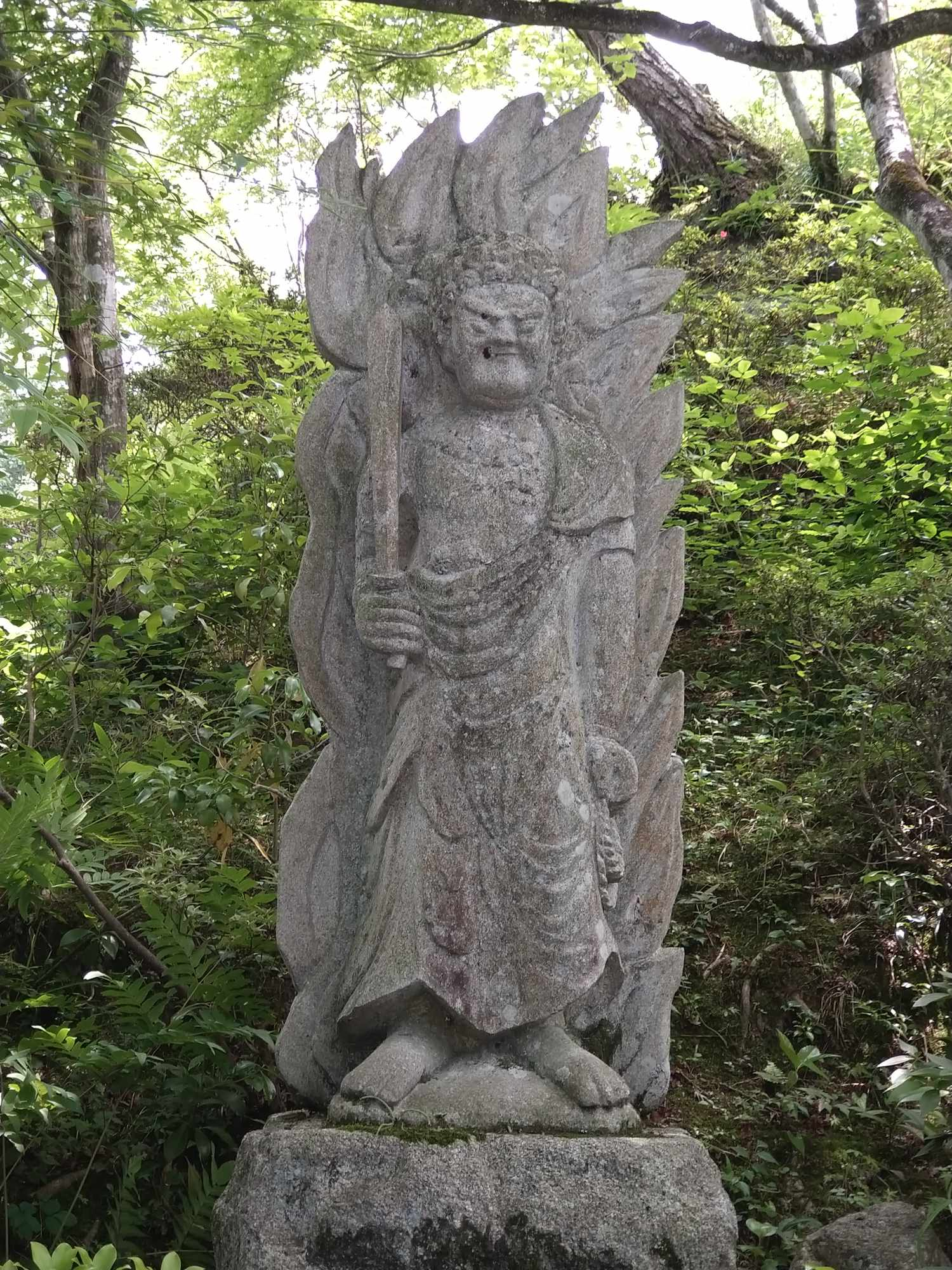
不動明王石像
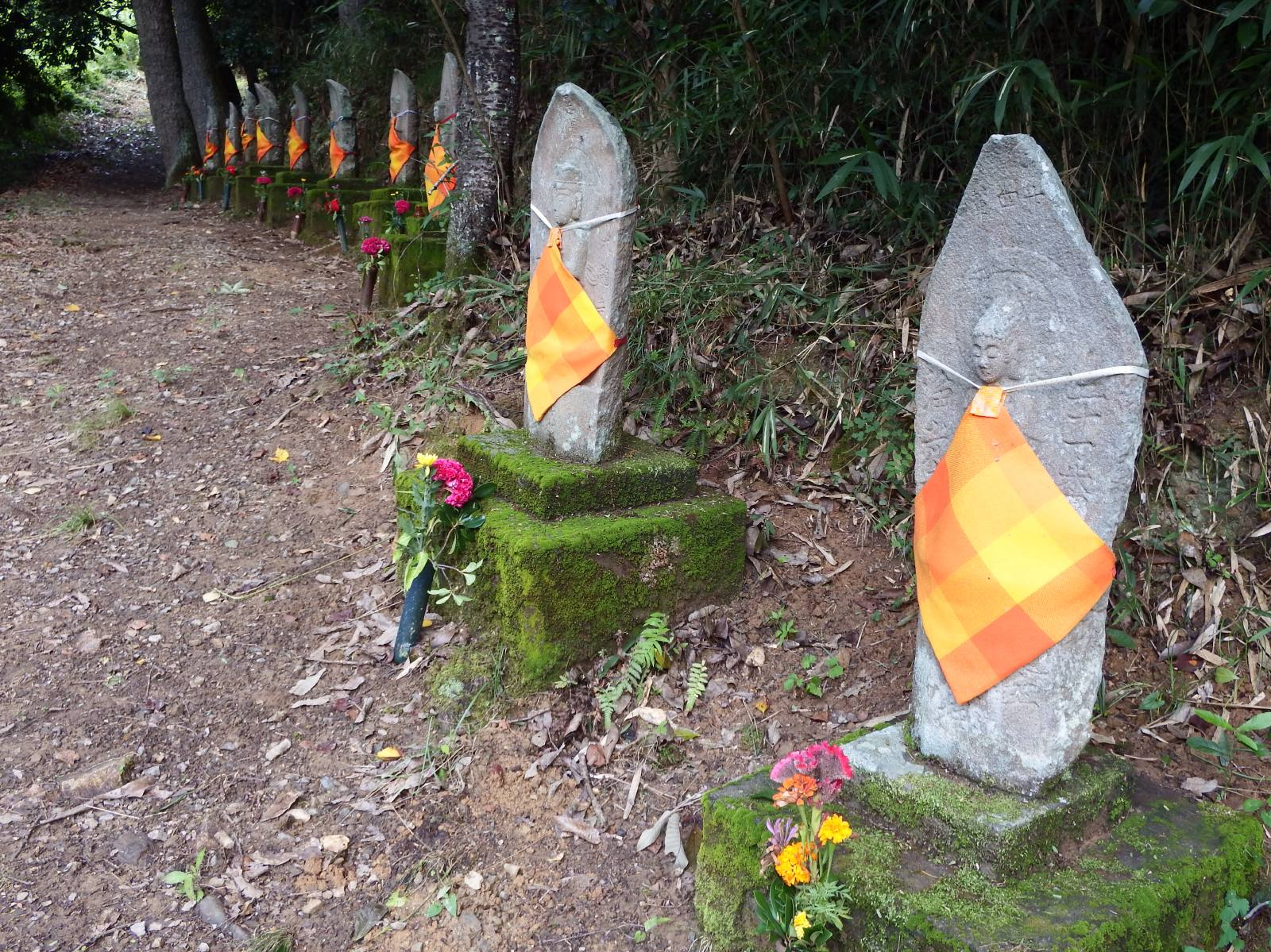
満濃池ミニ八十八ヶ所
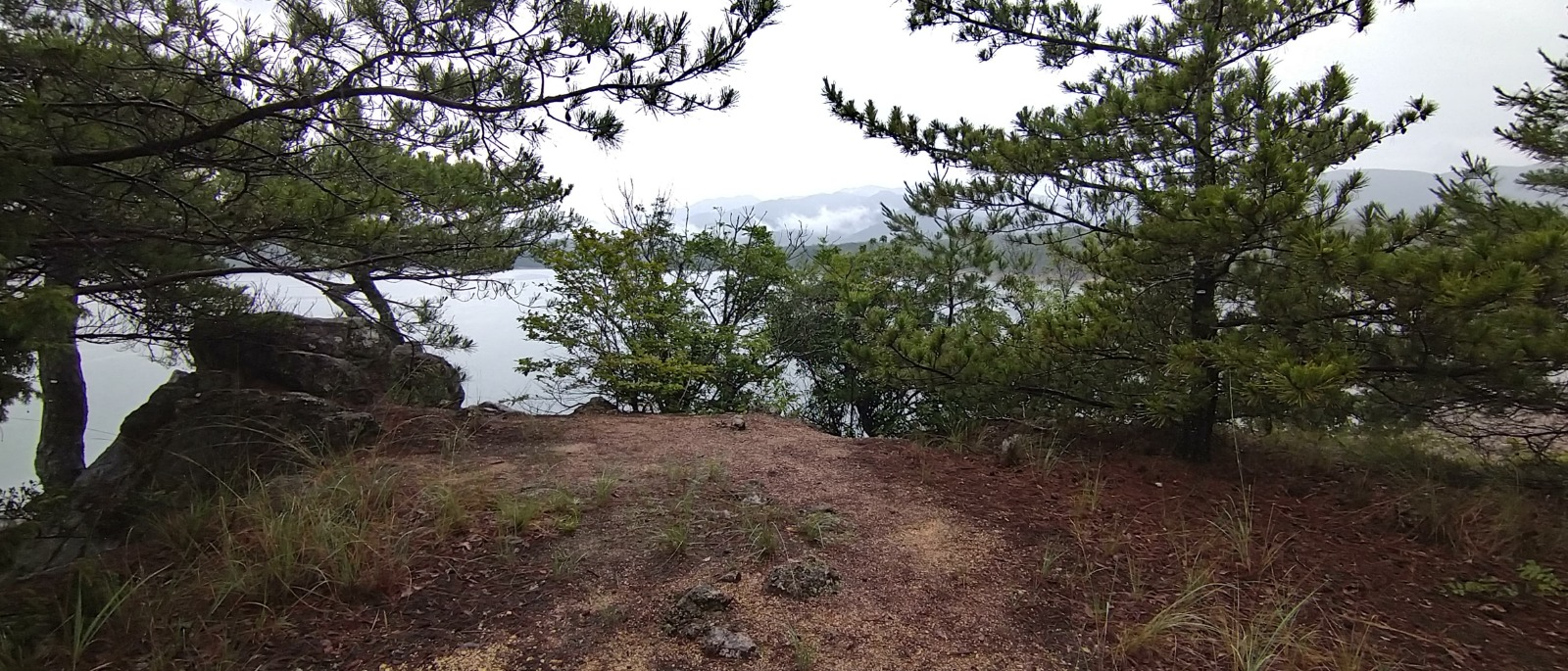
護摩壇岩の上から
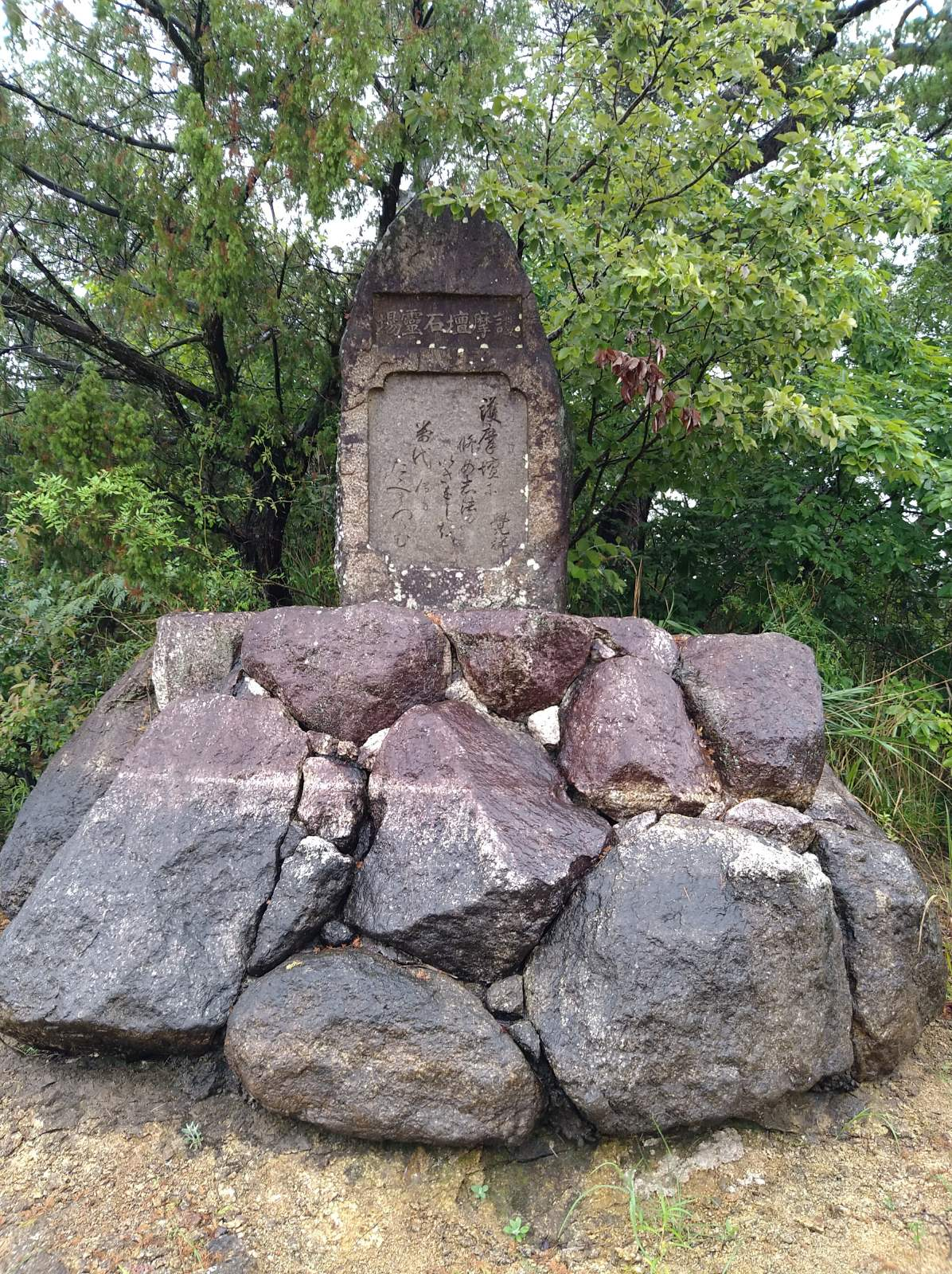
護摩壇石

護摩壇石霊場：覚祥「護摩壇に修め志法のいさをしを 萬代ま傅もたたへまつらむ」、琴平神明會が1932年（昭和7年）6月に建立。

## 交通
- 四国旅客鉄道（JR四国） 土讃線 – 琴平駅（約6.2 km）、タクシーで15分
- 琴電（ことでん） 琴平線 – 琴電琴平駅（約6.4 km）、タクシーで15分
- 四国旅客鉄道（JR四国） 土讃線 – 塩入駅（2 km）、徒歩25分

## 前後の札所
四国別格二十霊場
16 萩原寺 --（24.7 km）-- 17 神野寺 --（19.2 km）-- 18 海岸寺

## 大師霊跡

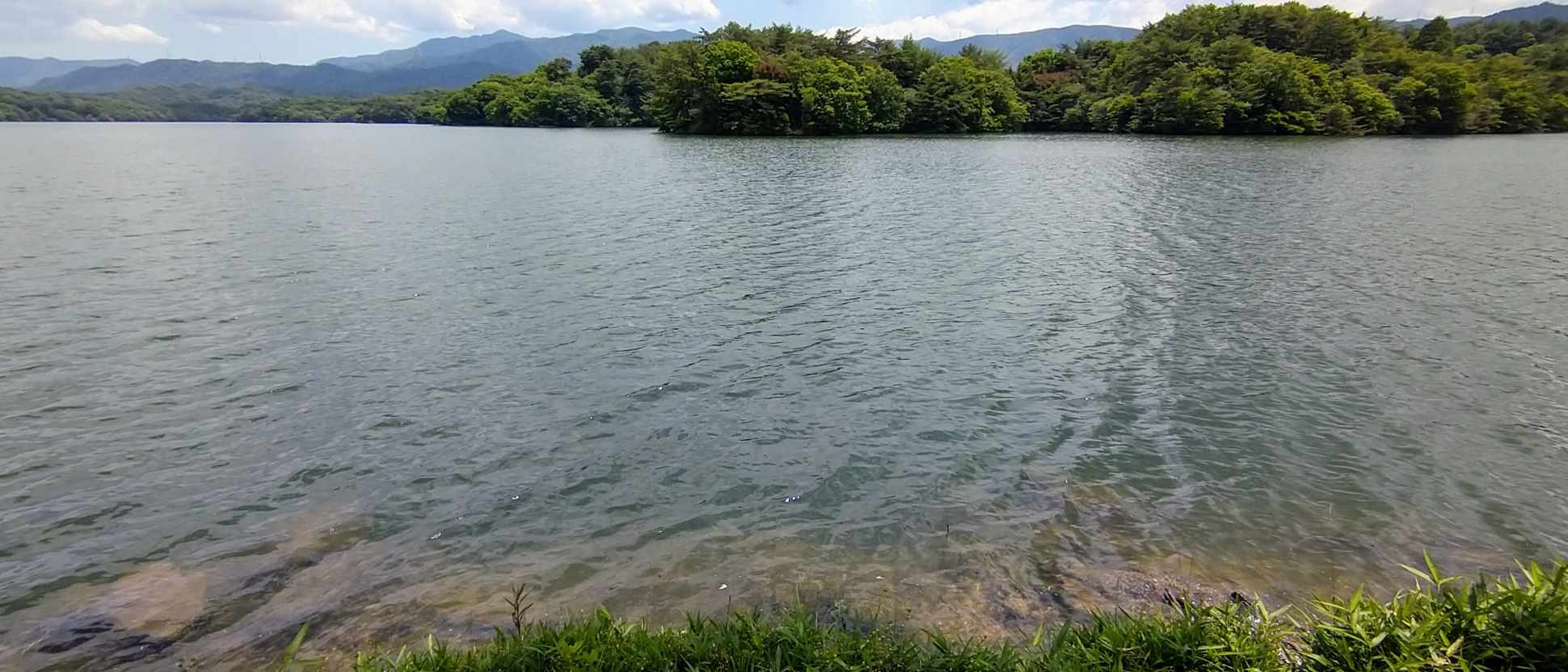
満濃池　おちょうな岩の跡

- おちょうな岩の跡

八大龍王の祠に向ってその背後の道を左へ約百 m下って水際に行くと水面下に石張りの平地があり、その地表約5 m下に1930年（昭和5年）まで使用されていた旧余水吐の床盤がある、幅員が約7 mで全面が釿（ちょうな）で削ったようになっていたので弘法大師のおちょうな岩と呼び大師霊跡と云われてきた。